# Sheng Long
Sheng Long est un personnage de la série de jeu de combat de Capcom, Street Fighter. créé par Electronic Gaming Monthly (EGM) comme un poisson d'avril en 1992 (dans un numéro publié à la mi-février). La blague, basée sur une mauvaise traduction qui suggérait l'existence d'un personnage nommé Sheng Long dans le jeu de combat Capcom Street Fighter II, décrivait une méthode pour combattre le personnage dans le jeu. Après que d'autres publications aient réimprimé les détails comme des faits sans vérifier sa légitimité, le canular de Sheng Long s'est répandu dans le monde entier. À la suite d'une discussion portant sur la possibilité de l'apparition du personnage dans Street Fighter III pendant le développement du jeu, EGM a revisité la blague en 1997, imprimant une version mise à jour du canular pour le titre tout en établissant une trame de fond et une apparence pour le personnage dans le processus.
En tant que personnage et canular, Sheng Long a été décrit comme l'une des légendes les plus célèbres et les plus connues liées au jeu vidéo par des publications telles que GameDaily et GameSpot. Le canular a influencé la création d'Akuma et de Gouken en tant que personnages de la série Street Fighter, le premier apparaissant dans Super Street Fighter II Turbo en tant que boss secret. L'appel des fans pour le personnage a affecté les titres Capcom ultérieurs, avec des demandes publiques pour l'inclusion de Sheng Long dans un jeu vidéo réel conduisant à l'examen de son inclusion dans le jeu vidéo Street Fighter: The Movie et des années plus tard, entraînant l'apparition de Gouken en tant que à la fois boss secret et personnage jouable dans Street Fighter IV. Sheng Long est finalement apparu en tant que PNJ dans le mode World Tour de Street Fighter 6,.

## Origine
Le nom Sheng Long vient d'une partie mal traduite du nom d'un mouvement spécial exécuté par le personnage principal de la série, Ryu; les caractères shō ryū (昇龍, dragon montant) de  Shoryuken(昇龍拳), l'uppercut volant de Ryu, sont shēng lóng en pinyin chinois. Cela a été repris dans l'une des citations de Ryu aux adversaires vaincus dans la localisation anglaise du jeu d'arcade Street Fighter II de 1991 , modifiant la citation japonaise "昇龍拳を破らぬ限り、おまえに勝ち目はない" (Si tu ne surpasses pas le Shōryūken, tu ne peux pas vaincre)  à « You must defeat Sheng Long to stand a chance » (« Tu dois vaincre Shen long pour avoir une chance » dans la version française). En conséquence, les joueurs ont eu l'impression que Ryu faisait référence à une personne au lieu de l'attaque.
Le port Super Nintendo Entertainment System (SNES) de Street Fighter II , sorti peu de temps après la farce du poisson d'avril , a changé la traduction en "Vous devez vaincre mon Dragon Punch pour avoir une chance". Cependant, le manuel d'instructions en anglais du SNES Street Fighter II faisait référence à "Master Sheng Long" comme le professeur de Ryu et Ken,.
Les manuels d'instructions pour les ports ultérieurs sur les consoles SNES et Sega Mega Drive ont remplacé toutes les références à Sheng Long en faisant référence à Ryu et Ken en tant que disciples de "l'école de karaté Shotokan",. Sheng Long fera plus tard une apparition dans la bande dessinée publiée par Malibu Comics de 1993 en tant que maître de Ryu et Ken, Shen Long a été empoisonné par le clone de Ryu créé par M. Bison, le combat Nida accuse Ryu d'avoir empoisonné le maître. Un personnage nommé Gouken a ensuite été introduit dans le manga Street Fighter II de Masaomi Kanzaki en 1993 en tant que sensei de Ryu et Ken et a été adapté dans la trame de fond de la série dans Super Street Fighter II Turbo.